# Brandon Rogers
Brandon Rogers (Rochester, 27 febbraio 1982) è un ex hockeista su ghiaccio statunitense naturalizzato tedesco.

## Carriera
Rogers fu scelto in 118ª posizione nell'NHL Entry Draft 2001 dai Mighty Ducks of Anaheim. Quell'anno scelse di iscriversi alla University of Michigan, militando con la maglia dei Wolverines nella Central Collegiate Hockey Association. Senza essere stato ingaggiato da nessuna squadra nel 2005 fu invitato al camp dei Calgary Flames, per poi essere assegnato per la stagione successiva in AHL presso il farm team degli Omaha Ak-Sar-Ben Knights; fino al 2007 giocò in prestito sempre in AHL con i Norfolk Admirals.
Il 23 agosto 2007 Rogers firmò con gli Houston Aeros. Conclusa positivamente la stagione 2007-08 Rogers firmò il suo primo contatto NHL con i Minnesota Wild e valido per due anni.
Dopo aver preso parte al camp estivo dei Wild Rogers fece ritorno negli Aeros per la stagione 2008-09 in veste di capitano alternativo. Brandon finì la stagione con 32 punti in 74 gare, conquistando inoltre grazie alle numerose opere di beneficenza svolte nei confronti della propria comunità lo Yanick Dupré Memorial Award. Nel 2010, terminato il contratto con i Wild, Rogers durante un periodo di try-out giocò un'ultima gara con gli Houston Aeros per poi essere svincolato il 27 ottobre.
Da free agent Rogers trovò un altro try-out sempre in AHL con i Lake Erie Monsters, giocando tuttavia solo sette gare prima di infortunarsi a causa di una commozione cerebrale. Nel febbraio del 2011 Rogers trovò un ingaggio in Slovacchia concludendo la stagione 2010-11 con l'HK SKP Poprad.
Nella stagione successiva Rogers si trasferì nella Serie A italiana ingaggiato dall'HC Bolzano, squadra con cui conquistò lo scudetto 2011-2012. Per la stagione 2012-13 Rogers rimase in Europa trovando spazio nella DEL con la maglia degli Iserlohn Roosters. Il 16 maggio 2013, nonostante un prolungamento del proprio contratto per la stagione successiva Rogers scelse di ritirarsi dall'attività agonistica.

## Palmarès

### Club
- Campionato italiano: 1

Bolzano: 2011-2012
- Central Collegiate Hockey Association: 3

U. of Michigan: 2001-2002, 2002-2003, 2004-2005

### Individuale
- Yanick Dupré Memorial Award: 1

2008-2009
- CCHA Second All-Star Team: 1

2003-2004